# ナノテクノロジーの影響
本項では諸分野に対するナノテクノロジーの影響（ナノテクノロジーのえいきょう）について述べる。影響を受ける応用分野は医療や工学から生物学、化学、コンピューティング、材料科学、通信などに及び、倫理的、精神的、法的、あるいは環境的な側面への影響が考えられる。
ナノテクノロジーは情報技術、安全保障、医療、運送、エネルギー、食品安全、環境学などの分野で革新的な技術を生み出してきた。たとえば物質設計においては、スケールの微細化によって材料特性を飛躍的に向上させることができる。コンピュータやエレクトロニクスの分野では、記憶装置や演算回路の集積度を高めることで性能や携帯性の向上が期待できる。ナノスケールは生物学的プロセスが自然に生起するスケールでもあり、医療分野での病気予防、診断、治療の技術的発展も見込まれる。また、様々なエネルギー源の生産効率を高めたり、送電ロスを防ぐといった応用もある。
ナノテクノロジーには様々な負の側面がある。ナノ粒子による健康被害は将来的に環境問題や健康問題を引き起こす可能性がある。また兵器や人体インプラント、監視システムへのナノテクノロジー応用が人権侵害につながると主張する者もいる。
ナノテクノロジーに政府の規制が必要かどうかについては議論が行われてきた。アメリカ合衆国環境保護庁や欧州委員会の保健・消費者保護総局などの規制当局はナノ粒子の潜在的リスクを問題にし始めた。有機食品の分野はいち早くこの問題に対応しており、オーストラリアと英国、次いでカナダでは認定有機農産物に人工ナノ粒子を使用することが禁止された。また有機農業の国際認証機関デメター・インターナショナルの認証基準でも同様の規定が採用された。

## 概要
ナノ材料（ナノ粒子を含む材料）はそれ自体危険だというわけではなく、ナノ粒子に特有の性質のいくつかがリスク因子となるにすぎない。特に重要なのは、ナノ粒子が広範囲に拡がりやすいことと反応性が高いことである。生命体や環境に対して有害な性質を持つ一部のナノ粒子だけが真の危険物となる。これらはナノ公害（nanopollution）と呼ばれることがある。
ナノ材料が健康や環境に与える影響を論じるには、次のナノ構造体を区別する必要がある。(1) 「固定された」ナノ粒子。 ナノコンポジット、表面ナノ構造、ナノ部品（電子部品、光学部品、センサーなど）のように、ナノスケールの粒子が物質や材料、デバイスの内部に取り入れられているもの。 (2) 「自由な」ナノ粒子。作製や使用の過程で、独立したナノ粒子が生じるもの。自由なナノ粒子はナノスケールの単体物質や単純な化合物のほか、単体物質が別の物質で被覆された「コア-シェル」型粒子のような複合的な化合物である場合もある。固定ナノ粒子についても注意は必要だが、自由なナノ粒子こそ喫緊の懸念だという点には識者の総意があると思われる。
ナノ粒子は一般的な物質と非常に異なっており、巨視的なサイズの物質について毒性の有無が知られていても、ナノ粒子化した場合を推し量ることができない。自由なナノ粒子の健康と環境への影響を論じる上でこれは大きな問題となる。さらに議論を困難にするのは、粉末や懸濁液に含まれるナノ粒子が単分散となることはまずなく、ある範囲にわたる粒子サイズを持つという点である。粒径が大きいナノ粒子は小さい粒子と特性が異なる可能性があるため、実験的な分析が困難になる。また、ナノ粒子には凝集性があるが、凝集体が単一の粒子とは異なる振る舞いを示すことも多い。

## 健康への影響
ナノテクノロジーによる物質やデバイスの使用は健康に何らかの影響を与える可能性がある。ナノテクノロジーは新しい分野なので、健康に対してどのような利益や危険があるかについて激しい議論がある。ナノテクノロジーの健康への影響には２つの側面がある。ナノテクノロジーによる革新的な医療法が疾病治療を発展させる可能性と、ナノ材料への暴露が潜在的な健康被害をもたらす可能性である。

### 医療への応用
ナノ医療（ナノメディシン）とはナノテクノロジーを応用した医療である。そのアプローチはナノ材料の医療応用から、ナノエレクトロニクスによるバイオセンサーや、将来的な分子ナノテクノロジーの応用まで幅広い。近い将来に研究や臨床に役立つ器具やデバイスを実現することを目指してナノ医療の研究が進められている。アメリカの国家ナノテクノロジー・イニシアティブでは、医薬産業でのナノテクノロジーの利用として、先進的なドラッグデリバリーシステム、新しい治療法、in vivoイメージングなどの見通しが示されていた。ニューロインターフェースなどナノエレクトロニクスに基づくセンサーも活発な研究が行われている。分子ナノテクノロジーという未来論的な分野では、遠い将来に細胞修復ナノマシンが医学と医療に変革をもたらすと信じられている。
ナノ医療の研究に対する直接的な出資も行われている。アメリカ国立衛生研究所は2005年にナノ医療センター４か所を設立する５か年計画に出資した。『ネイチャーマテリアルズ』が2006年4月に発表した推計によれば、全世界で130種にのぼるナノテクノロジーに基づく薬物とドラッグデリバリーシステムの開発が行われていた。ナノ医療産業の規模は大きく、2004年には既に売り上げ68億ドルに達した。全世界で200社以上が38種のナノテクノロジー関連製品に対して総計年間38億ドル以上の研究開発費を費やしている。ナノ医療産業の成長が続くことで、経済への影響も拡大すると予測されている。

### 健康被害
ナノトキシコロジー（ナノ毒性学）とは、ナノ材料の潜在的な健康リスクについて研究する分野である。生体内でナノ材料がどのようにふるまうかは重要な問題であって、解明が待たれている。ナノ粒子のふるまいは基本的に粒径や形状、あるいは粒子表面と環境との反応性によって決まる。微小なナノ粒子はサイズの大きい粒子よりもはるかに容易に人体に取り込まれる。ナノ粒子は異物を摂取して破壊する役割を持つ食細胞に過度の負担を与え、ストレス反応により炎症を起こしたり、ほかの病原体に対する防御を低下させる可能性がある。生体内分解性を持たないか、分解速度が遅いナノ粒子が臓器に蓄積する問題に加えて、ナノ粒子が体内の生物学的プロセスと相互作用する可能性も懸念される。ナノ粒子は相対的に大きな表面を持つため、生体組織や体液に触れたナノ粒子は周囲に存在する高分子の一部を即座に表面に吸着してしまうのである。その結果、酵素やその他のたんぱく質の調節機構が影響を受ける可能性がある。
ナノ材料の生産や使用を行う企業やナノサイエンス・ナノテクノロジーの研究を行う研究機関では作業環境の問題も生じる。少なくとも、現在の職業性粉じん暴露に対する基準をそのままナノ粒子粉じんに適用できないのは確かだと思われる。アメリカ国立労働安全衛生研究所（NIOSH）は、ナノ粒子が体組織とどのような相互作用を行うか、また労働者が製造業・工業で使用されるナノ材料にどのように暴露するかについて初期段階の研究を行った。NIOSHは現時点での科学的知見に基づいて暫定的なガイドラインを提供している。NIOSH管轄下の個人用保護具技術研究所は、NIOSHや欧州連合が認証する防塵マスク（respirotor）や、認証を必要としない簡易防塵マスク（dust mask）についてナノ粒子のフィルタ貫通能を調べた。それによれば、一般的に用いられる静電フィルタでもっとも貫通能が高い粒子サイズは30から100 nmであり、マスク内部への侵入量に対するもっとも大きな要因は顔面と面体との密着性であった。
その他、毒性に影響するナノ材料の物性には、化学組成、形状、表面構造、表面電荷、凝集性、溶解度、表面官能化の有無などがある。多くの要因がかかわっていることで、ナノマテリアルへの暴露による健康リスクを一般化することは難しい。それぞれの新しいナノマテリアルは個別に評価しなければならず、あらゆる物理的性質を考慮しなければいけない。
様々な作業活動の中で人工ナノ粒子の放出と個人曝露が起こりうることは複数の文献レビューで指摘されている。これを踏まえて、作業環境におけるナノテクノロジー関連の健康被害に対する予防戦略と規制の制定が求められる。

## 環境への影響
ナノテクノロジーは歴史が浅いため、ナノ材料の産業利用が環境の生物や生態系にどの程度の影響を与えるかについては議論が続いている。
ナノテクノロジーの環境への影響にも２つの側面がある。ナノテクノロジーの発展が環境の改善に役立つ技術を生み出す可能性と、ナノテクノロジーによる物質が環境に放出されたときに新しい種類の公害が生じる可能性である。

### 環境への応用
グリーンナノテクノロジーとは、環境に対する負の外部性を有するプロセスの持続可能性を高めるためにナノテクノロジーもしくはその産物を利用することをさす。Project on Emerging Nanotechnologiesはグリーンナノテクノロジーの目標として、ナノテクノロジーによってクリーンテクノロジーを発展させること、ならびに「ナノテクノロジー製品の生産と使用による環境と健康への将来的リスクを低減すること、商品ライフサイクルを通じて環境負荷の少ないナノ製品で既存の製品を置き換えること」を挙げた。グリーンナノテクノロジーでは、グリーンケミストリーとグリーン工学で確立されている原理に基づいて環境問題に対する解決策の開発にあたる。すなわち、ナノ材料とナノ製品から有害成分を排除し、生産には可能な限り低温・低エネルギー消費の製法と再生可能エネルギーを用い、設計とエンジニアリングの全過程をライフサイクル思考に基づいて行う。

### 公害
ナノ公害（英: nanopollution）とは、ナノデバイスから、あるいはナノ材料の製造工程で生成された廃棄物を指す一般的な名称である。その多くは粒子として環境中に放出されたものだが、製品中に含まれたまま廃棄されたものも含む。

## 社会への影響
ナノテクノロジーが社会に与える影響や提示する課題は広大であり、健康や環境に対する直接的な毒性リスクにとどまるものではない。社会科学者はナノテクノロジーが持つ社会的な意味を「川下」のリスクや影響としてのみ捉えるべきではないと主張している。むしろ、社会が求める技術発展を果たすため、「上流」における研究や意思決定の中でそのような課題を考慮するべきだという。
多くの社会科学者や市民団体は、 テクノロジーアセスメントおよびガバナンスに公衆を参加させるよう主張している。
2003年に認可されたナノテクノロジーの関連特許は800件程度だったが、2012年には全世界で約19,000件にまで増加した。すでに企業がナノ領域に関する幅広い特許の取得に乗り出している。例えば、NECおよびIBMの二社は現代のナノテクノロジーの礎石の一つであるカーボンナノチューブの基本特許を保有している。カーボンナノチューブは幅広い用途を有し、エレクトロニクスやコンピュータ産業から強化材料、ドラッグデリバリー、診断にいたるまで様々な産業で不可欠な素材となると見られている。カーボンナノチューブは主要な貿易財の一つになりつつあり、従来の主要な原材料に取って代わる可能性もある。
開発途上国にあって安全な水、安定したエネルギー供給、医療、教育のような基本的なサービスを受けられずにいる数百万人の人々に対して、ナノテクノロジーが新しい解決策を提示できるかもしれない。2004年に国連の科学技術イノベーションタスクフォースは、ナノテクノロジーの利点として、生産に要する労働力や土地、メンテナンスが減らせること、生産性の高さ、コストの低さ、原料やエネルギーの消費が少ないことを挙げた。しかし、ナノテクノロジーの利益とされているものが将来的に公平に分配されるとは限らず、技術的・経済的な利益が裕福な国々によって独占されることへの危惧もたびたび表明されている。
より長期的には、広く社会全体が受ける影響に関心が持たれている。新しい技術が脱希少性経済をもたらすのか、あるいは先進国と途上国の間の富の格差を悪化させるだけなのか。ナノテクノロジーが社会全体に対して、あるいは健康や環境に、貿易に、安全に、フードシステムに、さらには「人間」の定義に対して何をもたらすかは、まだ答が出ておらず政治的に論じられてもいない。

## 規制
ナノテクノロジーや関連製品が政府によって規制を受けるべきかという問題には大きな議論がある。その背景には、新物質が商品化されて市場、地域社会、環境に出回るよりも前に安全性評価を行うことが必要かつ適切だという趨勢がある。
アメリカ合衆国環境保護庁、アメリカ食品医薬品局、欧州委員会保健・消費者保護総局のような規制当局はナノ粒子による潜在的リスクに対処し始めた。現在のところは、人工ナノ粒子やナノ粒子を含む製品や材料は生産、取扱い、表示に関する特別な規制の対象とはなっていない。一部の物質について発行が義務付けられている安全データシート（SDS）でも、ナノサイズの物質がバルク（微小ではない物質）と区別して記載されていることは少なく、たとえされていてもSDSには拘束力がない。
ナノテクノロジーに関する表示義務や規制が限定的な段階にとどまっていることは潜在的な安全性問題を悪化させる。ナノテクノロジーの研究や商業利用にともなう潜在的なリスクが潜在的な利益を上回らないように、包括的なナノテクノロジー規制を展開する必要があるという主張がある。レスポンシブルなナノテクノロジー開発を求めるコミュニティに応えるためにも、ナノテクノロジーの発展が公共の利益を逸脱しないためにも、規制は必要だと考えられる。
E＝マーラ・フェルチャーは消費者製品によるリスクの管理を管轄する米国消費者製品安全委員会に関するリポートにおいて、先端技術を用いた複雑なナノテクノロジー製品を監視する体制が整っていないことを指摘した。

## 関連文献
- Fritz Allhoff, Patrick Lin, and Daniel Moore, What Is Nanotechnology and Why Does It Matter?:  From Science to Ethics (Oxford:  Wiley-Blackwell, 2010).
- Fritz Allhoff and Patrick Lin (eds.), Nanotechnology & Society:  Current and Emerging Ethical Issues (Dordrecht:  Springer, 2008).
- Fritz Allhoff, Patrick Lin, James Moor, and John Weckert (eds.), Nanoethics: The Ethical and Societal Implications of Nanotechnology (Hoboken:  John Wiley & Sons, 2007).
- Kaldis, Byron. "Epistemology of Nanotechnology". Sage Encyclopedia of Nanoscience and Society. (Thousand Oaks: CA, Sage, 2010)http://www.academia.edu/929908/Epistemology_of_Nanoscience
- Approaches to Safe Nanotechnology: An Information Exchange with NIOSH, United States National Institute for Occupational Safety and Health, June 2007, DHHS (NIOSH) publication no. 2007-123
- Mehta, Michael; Geoffrey Hunt (2006). Nanotechnology: Risk, Ethics and Law. London: Earthscan - provides a global overview of the state of nanotechnology and society in Europe, the USA, Japan and Canada, and examines the ethics, the environmental and public health risks, and the governance and regulation of this technology.
- Dónal P O'Mathúna, Nanoethics: Big Ethical Issues with Small Technology (London & New York:  Continuum, 2009).